# Oregon Route 11
Az Oregon Route 11 (OR-11) egy oregoni állami országút, amely észak–déli irányban az Interstate 84 pendletoni lehajtójától Adamsen át a washingtoni határ felé halad, ahol 125-ös számmal folytatódik.
Korábban az egészen Kaliforniáig futó szakaszt 11-es számmal jelölték, de 1935-ben az eredeti útvonal nagy része a 395-ös számot kapta.

## Leírás
Az út délen az Interstate 84 210-es számú lehajtójánál kezdődik, majd Pendletonba érve egy felüljárón elhalad a helyi vasúti teherpályaudvar vágányai felett. Kelet felé haladva 1,3 kilométer hosszan összefonódik a 30-as szövetségi úttal, majd északkeleti irányban önálló szakaszán egy újabb felüljáró után keresztezi az Umatilla-folyót. Riverside önkormányzat nélküli településen való áthaladása után két kereszteződés található; délre a 331-es út missioni elágazása, észak felé pedig a rövid 335-ös található, amely a 334-es számú pályába csatlakozik. Innen nyolc kilométerre található Adams városa, újabb hat kilométer múlva pedig a 334-es út elágazása, ahol Athena közelíthető meg. A 35. kilométernél délkeletre ágazik ki a 204-es út, ahol Weston felé lehet lehajtani. A 45. kilométernél Milton–Freewater városa található, majd Sunnyside és Ferndale települések után az út a washingtoni határnál ér véget, ahonnan 125-ös számmal folytatódik.